# Conde de Oeiras
El título de conde de Oeiras fue instituido por decreto del rey José I de Portugal el 15 de julio de 1759, en beneficio de Sebastião José de Carvalho e Melo, diplomático y primer ministro de Portugal, como recompensa por su actuación en el proceso de reconstrucción de Lisboa tras el terremoto de Lisboa de 1755.

## Lista de condes de Oeiras
1. Sebastião José de Carvalho e Melo (1699-1782)
2. Henrique José de Carvalho e Melo (1742-1812)
3. José Francisco Xavier Maria de Carvalho Melo e Daun (1753-1821)
4. Sebastião José de Carvalho Melo e Daun (1785-1834)
5. João José Maria de Carvalho de Albuquerque Daun e Lorena (1817-1823)
6. Manuel José de Carvalho Melo e Daun de Albuquerque Sousa e Lorena (1821-1886)
7. Sebastião José de Carvalho e Melo Daun Albuquerque da Silva e Lorena (1849-1874)
8. António de Carvalho Melo e Daun de Albuquerque e Lorena (1850-1911)
9. Manuel José de Carvalho e Daun de Albuquerque e Lorena (1875-depois de 1907)
10. António Severino de Carvalho e Melo Albuquerque Daun Lorena (1901-1943)
11. Sebastião José de Carvalho Daun e Lorena (1903-depois de 1930)
12. Manuel Sebastião de Almeida de Carvalho Daun e Lorena (n. 1930)
13. Sebastião José de Carvalho Daun e Lorena (n. 1955)

- Datos: Q8349665